# Малобурлукский сельский совет (Харьковская область)
Малобурлукский сельский совет — входит в состав Великобурлукского района Харьковской области Украины.
Административный центр сельского совета находится в селе Малый Бурлук.

## История
- 1918 — дата образования.

## Населённые пункты совета
- село Малый Бурлук (Малый Бурлучек[2])
- село Шевченково